# Ignatius Joseph III Younan
Ignace Joseph III Younan (Syrisch: ܐܓܢܛܝܘܣ ܝܘܣܦ ܬܠܝܬܝܐ ܝܘܢܢ) (Al-Hasakah, Syrië, 15 november 1944) is de patriarch van Antiochië en de geestelijk leider van de Syrisch-katholieke Kerk.
Joseph III Younan werd geboren als Ephrem Joseph Younan in de stad Hasakah in noordoostelijk Syrië. Zijn opleiding ontving hij in eerste instantie aan het St.-Ephrem-St.-Benoît-seminarie van de Franse benedictijnen in Charfet (Libanon). Hij vervolgde zijn opleiding in Rome. Op 12 september 1971 werd hij priester gewijd. Vervolgens bekleedde hij diverse lagere kerkelijke functies in Syrië.
Vanaf 1986 was Younan belast met de opbouw van de Syrisch-katholieke gemeenschap in de Verenigde Staten. Toen op 6 november 1995 het bisdom Our Lady of Deliverance of Newark werd ingesteld, werd Younan benoemd tot eerste bisschop. Zijn bisschopswijding vond plaats op 7 januari 1996.
Na het aftreden, vanwege zijn gevorderde leeftijd, van de Syrisch-katholieke patriarch Ignace Pierre VIII Abdel-Ahad in 2008 werd Younan op 20 januari 2009 door de bisschoppelijke synode van de kerk gekozen tot zijn opvolger en patriarch van Antiochië. Younan voert sindsdien de naam Ignace Joseph III. De keuze van de synode werd op 22 januari 2009 bevestigd door paus Benedictus XVI. Zijn installatie vond plaats op 15 februari 2009.

## Bezoeken aan Nederland
- Younan was in mei 2014 aanwezig bij de inwijding in Arnhem van het gebouw van de voormalige Sint-Willibrorduskerk, die werd omgedoopt tot die voor de Syrisch-katholieke parochie Sint-Jan de Apostel.[1]
- Op 3 september 2023 wijdde Younan in Arnhem Saadi Khuder, pastoor van de Syrisch-katholieke parochie Sint-Jan de Apostel tot koorbisschop.[2]